# 堀和平
堀 和平（ほり わへい、1841年2月16日（天保12年1月25日） - 1892年（明治25年）5月16日）は、日本の洋画家・実業家である。岡山県洋画界の先駆者である。

## 略歴
氏は堀、名を和平安郷（やすさと）、杏邨（きょうそん）と称した。備中国賀陽郡八田部村（現岡山県総社市総社）西宮本町の豪商堀和助安忠の四男に生まれる。生家は備中国総社宮の神主のほか酒店、質屋、廻船問屋などを営み、屋号を「志保屋」（塩屋）と称し、備中松山藩の御用商人を務めた。二兄、三兄が早世し、長兄堀安道が病弱で学問の道に進んだため家業を継ぐ。1876年（明治9年）に玉島の西山武治や柚木金蔵ら有力者と共同で、浅口郡柏島村（現倉敷市玉島）の海面干潟に灰貝（モ貝）の養殖についての願書を県に提出したり、児島味野の足袋を作る材料でもある備中小倉織を売買するなど、実業家としての片鱗を見せている。また、1879年（明治12年）より1880年（明治13年）まで賀陽郡選出の県会議員となって活動している。明治のはじめ頃の「志保屋」はたくさんの使用人がいたらしく、雨の日には、「志保屋」と筆太に書かれた番傘をさした使用人が町内にあふれたという。
原料の洋反や呉服を仕入れるため、しばしば神戸へ出向き、そこで外人から油絵の技法を学んだ。現存作品からみると、油絵具の特質をまだ充分には把握しておらず、暗中模索の域を出ないが、伝統的な図様に写実性を加味した「天神像」（総社市立総社小学校蔵）や温かい眼差しの感じられる「母子像」などは、岡山県洋画史の巻頭を飾る重要な資料といえる。この「母子像」は1977年（昭和52年）、明治前期の代表作として、東京近代美術館にも展示されている。
彼のアトリエには、従兄の息子であった満谷国四郎や、吉富朝次郎などがたびたび通い、大きな影響を受けたと思われる。二人は後に、日本における洋画の歴史の上で、大切な役割を果たすことになる。1891年（明治24年）九州の石炭を外国へ輸出する貿易商の仕事を始め、神戸へ移住したが、1892年（明治25年）病気のため急逝した。
和平は、兄堀安道と共に、岡山県立総社高等学校西側の墓地に眠り、墓石には「香屋安郷夫婦の墓」と刻まれている。

## 作品
- 母子像
- 天神像
- 山田成器像
- 自画像
- ランプを持つ女性
- 富士山
- 菊